# Marino Marzano
Marino Marzano (Sessa Aurunca, 1420-Nápoles, 1494) fue un noble italiano.
Fue príncipe de Rossano, sexto duque de Sessa Aurunca, conde de Alife, Montalto y Squillace y gran almirante del Reino de Nápoles.

## Biografía
Giovanni Francesco Marino Marzano era el único hijo de Giovanni Antonio Marzano y Covella Ruffo, primo hermano de la reina Juana II de Nápoles. Estuvo vinculado a la Corona aragonesa por haberse casado, el 3 de mayo de 1444, con Leonor, hija del rey Alfonso I, conocido como «el Magnánimo». Se estableció en la corte napolitana, y ocupó el cargo de gran almirante.
Alfonso V murió el 27 de junio de 1458 y le sucedió su hijo Fernando. Marino fue uno de los líderes de la oposición de los poderosos señores feudales del reino (conspiración de los barones): según muchos cronistas de la época, el motivo de la oposición del duque al rey Fernando se debió al descubrimiento de la relación incestuosa con su media hermana Leonor. El duque se rebeló contra el rey en Calabria, junto con Giovanni Antonio Orsini del Balzo, príncipe de Taranto, y en julio de 1459 realizó incursiones en varias partes de Campania.
También apoyó a Renato de Anjou y permitió que su hijo, Juan de Anjou, desembarcara en sus tierras, le juró lealtad dándole la bienvenida a Sessa Aurunca y lo eligió como padrino de su hijo Giovanni Battista.
Más tarde pareció querer reconciliarse con el rey, con quien organizó una reunión en mayo de 1460 en Torricella, cerca de Teano: el duque y sus compañeros Deifobo dell'Anguillara y Giacomo Montagano intentaron sin embargo matar al rey con un puñal, pero fracasaron a causa de su reacción: el episodio fue representado por Giuliano da Maiano en un relieve de la Porta bronzea del Castel Nuovo de Nápoles. El duque fue declarado rebelde y continuaron las hostilidades. Después de la derrota de Juan de Anjou en agosto de 1462 en Troia, el rey atacó al duque en sus territorios en Sessa Aurunca y lo derrotó en agosto de 1463, obligándolo a hacer las paces. Esto fue sellado por acuerdos para el futuro matrimonio del hijo de Marino, Giovanni Battista, entonces de cuatro años, con la hija del rey, Beatriz, entonces de seis años.
El duque, sin embargo, ayudó a Juan de Anjou a refugiarse en Isquia. Poco después de su salida de Italia, que tuvo lugar en abril de 1464, el 8 de junio el rey atrajo al duque al río Savone, lo arrestó, confiscó todas sus posesiones y lo encarceló junto con su hijo Giovanni Battista, que fue liberado solo después de la muerte del rey en 1494.
Según varios cronistas contemporáneos, pudo haber muerto en prisión en 1489 o fue asesinado por el rey Alfonso II poco después de la muerte de su padre.

## Descendencia
Marino Marzano se casó el 3 de mayo de 1444 con Leonor, hija del rey Alfonso V de Aragón y su amante Gueraldona Carlino, que le dio un hijo y cuatro hijas:
- Giovanni Battista, príncipe de Rossano, que se casó con una dama de la familia Sanseverino;
- Camilla, conocida como «Covella», casada con el señor de Gradara y Pésaro Costanzo I Sforza;
- Caterina, que se casó con Antonio Della Rovere;
- Francesca, casada con Leonardo III Tocco en 1477;
- Maria, que se casó con Antonio Piccolomini.
- Luisa, que se casó con Bernardo Frangipane [3][4]